# Ribonucléase 4
La ribonucléase 4 est une ribonucléase pancréatique qui, chez l'homme, est encodée par le gène RNASE4 situé sur le chromosome 14. Cette enzyme joue un rôle important dans le clivage de l'ARN messager, avec une spécificité prononcée pour le côté 3’ des résidus d'uridine.
L'épissage alternatif des gènes de la ribonucléase 4 et de l'angiogénine conduit à deux variantes de transcription qui encodent chacune une protéine différente. Ces gènes partagent ainsi le même promoteur et le même exon 5’ ; ces deux gènes sont en revanche épissés chacun avec un exon aval spécifique pour former l'ensemble de leur région codante.